# ウイン北広島
ウイン北広島（ウインきたひろしま）は、北海道北広島市に本拠地を置き、日本野球連盟に所属する社会人野球のクラブチームである。

## 概要
1993年、北海道札幌郡広島町に本拠地を置き、『札幌・広島ウインブレーザーズ』として加盟した。
1996年より広島町が市制施行し、広島県広島市との混同を避けるために北広島市に即日改称する予定であるため、同年からチーム名を『ウイン北広島』に改称して活動する。同年9月1日に市制施と即日改称が行なわれ、本拠地は北海道北広島市となった。
1997年、全日本クラブ野球選手権大会でベスト4に進出する。その後、2001年、2018年にも4強入りを果たしている。
1995年から「きたひろしまティーボール知的障がい者大会」を開催するなど、地域福祉活動にも貢献している。

## 設立・沿革
- 1993年 - 『札幌・広島ウインブレーザーズ』として創部
- 1996年 - 本拠地の市制施行に伴い、チーム名を『ウイン北広島』に改称

## 主要大会の出場歴・最高成績
- 全日本クラブ野球選手権大会 - 出場7回、4強3回（1997、2001、2018年）

## 主な出身プロ野球選手
- 早川太貴（投手） - 退団後、くふうハヤテベンチャーズ静岡を経て、2024年育成ドラフト3位で阪神タイガースに入団

## 元プロ野球選手の競技者登録
- 森和樹（元：読売ジャイアンツ） - 投手（2015年～2016年）→コーチ（2023年～） ※一時期はコーチ兼任選手

## かつて在籍した選手
- 村上航（投手） - 選手として在籍。大学3年次に本チームに在籍。その後はBCL・茨城アストロプラネッツやNPBファームリーグ参加のくふうハヤテベンチャーズ静岡に所属した。